# مدرسة الشرطة بعين بنيان
مدرسة الشرطة بعين بنيان هي أحد مراكز تكوين الشرطة الجزائرية، تم إنشائها  لتلبية الحاجيات التكوينية للشرطة الجزائرية وذلك بعين البنيان بالجزائر العاصمة.